# Synodontis sp. nov. 'Lower Tana'
Synodontis sp. nov. 'Lower Tana' là một loài cá in the Mochokidae family. It is đặc hữu to Kenya. Its natural habitat is rivers.